# Rauiella
Rauiella là một chi rêu trong họ Thuidiaceae.